# Megacorma
Genre
Megacorma est un genre de lépidoptères (papillons) de la famille des Sphingidae, de la sous-famille des Sphinginae et de la tribu des Acherontiini.

## Systématique
- Le genre Megacorma a été décrit par les entomologistes britannique Lionel Walter Rothschild et allemand Heinrich Ernst Karl Jordan, en 1903[1].
- L'espèce type pour le genre est Megacorma obliqua (Walker, 1856)

### Liste des espèces
Selon BioLib (2 avril 2021) :
- Megacorma obliqua (Walker, 1856)